# 梅﨑昌裕
梅崎 昌裕（うめざき まさひろ、Masahiro Umezaki）は、日本の人類学者、国際保健学者。東京大学大学院医学系研究科国際保健学専攻国際生物医科学講座 人類生態学 教授。学位は、博士（保健学）（東京大学・1997年）。専門は人類生態学など。

## 研究分野
環境と健康が主な研究テーマ。人間が環境との相互作用の中で、どのように生存しているかなど、各集団にみられる健康問題の生態学的・文化的要因についての研究を進めている。また人類集団の適応能力が近代化、国際化、自然環境の劣化等による変容の研究なども行っている。

## 経歴
青雲高等学校を1987年に卒業。同年東京大学入学。パプアニューギニアを研究する研究室に興味を持ったことが、人類生態学研究の第一歩となった。1991年3月、東京大学医学部 保健学科を卒業。1997年3月、東京大学大学院医学系研究科 国際保健学専攻を修了、博士（保健学）の学位を取得した。
1997年4月、東京大学大学院医学系研究科助手。2002年4月、東京医科歯科大学大学院医歯学総合研究科講師。
2005年7月、東京大学大学院医学系研究科国際保健学専攻人類生態学教室に助教授として東京大学に戻ることになった。2007年4月、同准教授。2018年1月から、同教室の教授となり現在に至る。

## 著書

### 単著
- 『ブタとサツマイモ―自然のなかに生きるしくみ (自然とともに)』小峰書店〈小峰新書〉、2007年11月。ISBN 978-4338186100。
- 『微生物との共生 パプアニューギニア高地人の適応システム』京都大学学術出版会〈生態人類学は挑む〉、2023年4月。ISBN 978-4-814-00460-7。

など

## 所属学会
- 日本人類学会
- 日本人口学会
- 日本オセアニア学会
- 生態人類学会